# Terminátor 3: Vzpoura strojů
Terminátor 3: Vzpoura strojů (Terminator 3: Rise of the Machines) je americko-německo-britský sci-fi film, který natočil v roce 2003 režisér Jonathan Mostow podle scénáře Johna Brancata a Michaela Ferrise.

## Děj
Děj se odehrává o deset let později od předchozího dílu. John Connor (Nick Stahl) žije život bez jakýchkoliv záznamů o své existenci. Protože jej Skynet nemůže vystopovat, do minulosti vysílá nejmodernějšího terminátora T-X (Kristanna Loken), který má za úkol zlikvidovat Connorovy budoucí spolupracovníky v hnutí odporu, mezi které patří i veterinářka Kate Brewster (Claire Danesová), kterou se T-X pokusí zabít. Avšak náhodně narazí i na Johna Connora. Hnutí odporu posílá za T-X i zastaralou verzi T-850 (Arnold Schwarzenegger). Vyjde najevo, že Kate Brewster a John Connor jsou v budoucnosti manželé a je nanejvýš důležité, aby přežili soudný den, který nastane již za několik hodin.

## Obsazení
| Arnold Schwarzenegger | T-850                   |
| Nick Stahl            | John Connor             |
| Claire Danesová       | Kate Brewster           |
| Kristanna Loken       | T-X                     |
| David Andrews         | generál Robert Brewster |
| Mark Famiglietti      | Scott Mason             |
| Earl Boen             | Dr. Peter Silberman     |
| Moira Harris          | Betsy                   |

## Citáty
„Hněv je lepší než beznaděj... Základy psychologie patří k mé výbavě.“ (T-850)

## Zajímavosti
- Billy D. Lucas, osobní kaskadér Arnolda Schwarzeneggera si ve filmu zahrál řidiče dodávky, který začal nadávat a vyhrožovat Johnu Connorovi, když do něj narazil při útěku před T-X.
- Pro postavu T-X se vybíralo nejen mezi herečkami (Joanie Laurer, Famke Janssen), ale i mezi herci (Vin Diesel, Shaquille O'Neal)
- Původní tagline měl znít "Válka začíná v roce 2003" , ale nakonec se změnil na "Již brzy" kvůli vypuknutí války v Iráku.